# Play My Game
Play My Game to pierwszy solowy album amerykańskiego wokalisty Tima "Rippera" Owensa. Muzyka zaprezentowa na nim to klasyczny heavy metal nawiązujący do takich zespołów jak Judas Priest, czy Black Sabbath. W nagraniach płyty uczestniczyło 24 zaproszonych gości.

## Lista utworów
1. Starting Over (3:33)
2. Believe (4:35)
3. The Cover Up (4:31)
4. Pick Yourself Up (4:32)
5. It Is Me (2:53)
6. No Good Goodbyes (3:35)
7. The World Is Blind (6:00)
8. To Live Again (4:51)
9. The Light (4:36)
10. Play My Game (4:44)
11. Death Race (3:29)
12. The Shadows Are Alive (5:35)
13. A Challenge iTunes bonus

"Starting Over", "No Good Goodbyes", "The Light" i "A Challenge" napisali Owens, Chassen i Kulick; "Pick Yourself Up" Owens i Callahan; "Play My Game" i "Death Race" Owens i Comprix; "The Shadows Are Alive" Owens i Caffery; pozostałe - Tim "Ripper" Owens

## Twórcy
- Tim Owens – śpiew, niektóre gitary

Muzycy dodatkowi:
- gitara:
  - Bob Kulick (1, 4, 6, 8, 9 i 13 utwór)
  - John Comprix (2, 3, 5, 7, 10 i 11 utwór)
  - Craig Goldy (2 utwór)
  - Jeff Loomis (3 utwór)
  - Mike Callahan (4 utwór)
  - Steve Stevens (4 utwór)
  - Carlos Cavazo (5 utwór)
  - Bruce Kulick (6 utwór)
  - Doug Aldrich (7 utwór)
  - Michael Wilton (8 utwór)
  - Neil Zaza (10 utwór)
  - Chris Caffery (12 utwór)
- bas:
  - Rudy Sarzo (1, 2, 5, 10 i 13 utwór)
  - James Lomenzo (3 i 11 utwór)
  - Dennis Hayes (4 utwór)
  - Billy Sheehan (6 i 7 utwór)
  - David Ellefson (8 utwór)
  - Tony Franklin (9 utwór)
  - Marco Mendoza (12 utwór)
- instrumenty perkusyjne:
  - Simon Wright (1, 2, 5, 7, 8, 10 i 12 utwór)
  - Brett Chassen (3, 6 i 11 utwór)
  - Ray Luzier (4 utwór)
  - Bobby Jarzombek (9 utwór)
  - Vinny Appice (13 utwór)

## Informacje o albumie[1]
- nagrany: Office Sudios
- produkcja: Bob Kulick i Brett Chassen
- inżynieria: Brett Chassen
- mastering: Tom Baker w Precision Mastering
- prace artystyczne: Matthew Casale
- fotografie (zanim zostały przerysowane przez Matthew CaSale’a): John Cooper